# Janet Puiggrós
Janet Puiggrós Miranda (ur. 1974 w Gironie) – hiszpańska kolarka górska, brązowa medalistka mistrzostw świata.

## Kariera
Największy sukces w karierze Janet Puiggrós osiągnęła w 2001 roku, kiedy Hiszpanie w składzie: Carlos Coloma, Iñaki Lejarreta, Janet Puiggrós i José Antonio Hermida wywalczyli brązowy medal w sztafecie cross-country podczas mistrzostw świata w Vail. Był to jedyny medal wywalczony przez Puiggrós na międzynarodowej imprezie. Hiszpanka miała wystartować na igrzyskach olimpijskich w Atenach w 2004 roku, jednak parę tygodni przed ich rozpoczęciem została zdyskwalifikowana za stosowanie dopingu. Podczas mistrzostw Hiszpanii w kolarstwie górskim w lipcu 2004 w jej krwi wykryto EPO.